# Казанская ТЭЦ-2
Казанская ТЭЦ-2 — энергетическое предприятие Казани, входит в состав АО «Татэнерго».

## История
Казанская ТЭЦ-2 введена в эксплуатацию в 1938 году и обеспечивает тепловой и электрической энергией промышленные предприятия и жилой сектор северного района г. Казани. Станция строилась в 4 очереди: I—III очереди были построены в 1938—1950 г.г.; IV очередь была построена в 1961—1965 г.г.
Казанская ТЭЦ-2 строилась в 1932—1938 годах и сыграла очень существенную роль в электроснабжении промышленности города в годы Великой Отечественной войны. ТЭЦ-2 является единственной в Татарстане теплоэлектроцентралью, работающей на угле.
С бурным ростом жилищного и промышленного строительства в Московском и Ленинском районах Казани в конце 70-х годов возросла потребность в горячем водоснабжении. Поэтому в 1978 году был начат монтаж водогрейных котлов и мазутного хозяйства для их жизнеобеспечения. В декабре 1980 года в работу включен первый пиковый водогрейный котел, через год — второй ПТВМ-180, кроме того введена в строй четвёртая дымовая труба высотой 180 м. Это позволило улучшить экологическую обстановку в прилежащих районах.
В 2014 году на Казанской ТЭЦ-2 были внедрены блоки ПГУ суммарной номинальной мощностью 220 МВт.
Основное оборудование ПГУ включает в себя:
— две газовые турбины PG6111FA производство General Electric мощностью 77 МВт каждая;
— две паровые турбины типа КТ-36/33-7,5/0,12 производства Калужского турбинного завода с охлаждением конденсатора циркуляционной водой оборотного контура градирен, номинальной мощностью 33 МВт каждая;
— котлы-утилизаторы типа Е-114/16-8,1/0,7-535/218-3,8вв производство ОАО «ЭМАльянс».
В 2005 году на баланс Казанской ТЭЦ-2 была передана районная котельная «Савиново», которая обеспечивает тепловой энергией жилые, общественные и производственные здания Ново-Савиновского района г. Казани.
Основное оборудование котельной «Савиново» включает в себя:
— водогрейные котлы типа КВГМ-180-150 ст.№ 1,2 и КВГМ-180-150-2 м ст.№ 3;
— два паровых котла типа ДЕ-25-14 Бийского котельного завода.

## Этапы ввода объектов Казанской ТЭЦ-2
1938 год - КО-III котлы ст.№ 1,2 и первый турбогенератор ст.№ 1 АТ-25 мощностью 25 МВт.
1941 год - Включена ЛЭП — 35 кВ от Казанской ТЭЦ-2 к подстанции Дербышки.
1942 год - Введен в работу второй турбогенератор мощностью 25 МВт.
1949 год - Введен в работы первый прямоточный котел ст.№ 3 высокого давления.
1950 год - Введен в работы турбогенератор ст.№ 3 мощностью 25 МВт
1953 год - Введен в работу котел ст.№ 4 типа 67-1-СП и предвключенная турбина ст.№ 4 высокого давления.
1956 год - Введен в работу турбогенератор ст.№ 5 мощностью 25 МВт.
1957 год - Введены в работу котлы ст.№ 5, 6 типа 67-2-СП и турбогенератор ст.№ 6 мощностью 50 МВт.
1958 год - Включена ЛЭП напряжением 110 кВ Казанская ТЭЦ-2 — Зеленодольск с подстанцией напряжением 110/35/6 в Зеленодольске.
1961 год - Введен в работу котел ст.№ 7 типа БКЗ-210-140 и турбогенератор ст.№ 7 мощностью 60 МВт.
1962 год - Введены в работу котлы ст.№ 8, 9 типа БКЗ-210-140 и турбогенератор ст.№ 8 мощностью 50 МВт.
1963 год - Введен в работу котел ст.№ 10 типа БКЗ-210-140.
1964 год - Введен в работу котел ст.№ 11 типа БКЗ-210-140 и турбогенератор ст.№ 9 мощностью 50 МВт.
1965 год - Введен в работу котел ст.№ 12 типа БКЗ-210-140.
1980-1981 года - Введены в эксплуатацию водогрейные котлы ст.№ 1,2 типа ПТВМ-180.
1981 — 2003 года - Демонтированы турбогенераторы ст.№ 1,2,3,4,5 общей мощностью 135 МВт.
Перемаркированы турбогенераторы:
ст.№ 6 с 50 на 25 МВт
ст.№ 7 с 50 на 65 МВт.
2009 год - Введен в работу котел ст.№ 7 типа Е-320-140 с демонтажем старого БКЗ-210-140.
2014 год - Введены в эксплуатацию два блока парогазовых установок (ПГУ) суммарной мощностью 220 МВт

## Новое строительство
27 декабря 2014 года состоялась церемония запуска нового энергоблока ПГУ-220 МВт. Установленная электрическая мощность станции увеличилась со 190 МВт до 410 МВт. Установленная тепловая мощность — с 851 Гкал до 876 Гкал.

## Известные работники
- Шагиахметов, Ахмадулла Каримуллович — Герой Социалистического Труда.

### Директора Казанской ТЭЦ-2
- Яковлев Владимир Петрович — 1935 — январь 1938;
- Карамян Арташес Саркисянович — февраль 1938 — июнь 1938;
- Коваленко Матвей Иванович — июнь 1938 — сентябрь 1940;
- Гриценко Семен Никитович — сентябрь 1940 — январь 1943;
- Шепелев Василий Мефодиевич — январь 1943 — сентябрь 1943;
- Доронин И. П. — сентябрь 1943 — январь 1945;
- Билан Григорий Семенович — январь 1945 — ноябрь 1947;
- Чулков Николай Петрович — февраль 1948 — октябрь 1952;
- Леднев Александр Сергеевич — октябрь 1952 — август 1962;
- Шибанов Виктор Константинович — август 1962 — май 1963;
- Сысоев Александр Петрович — июнь 1963 — июль 1988;
- Миникаев Хатип Фатыхович — август 1988 — февраль 1992;
- Шимян Владимир Викторович — февраль 1992 — январь 1998;
- Филимонов Геннадий Константинович — январь 1998 — сентябрь 2000;
- Хусаинов Рамиль Равгатович — сентябрь 2000 — декабрь 2001;
- Дорофеев Николай Павлович — декабрь 2001 — сентябрь 2004;
- Маргулис Сергей Михайлович — октябрь 2004 — март 2005;
- Бахтеев Рашид Анасович — март 2005 — май 2013;
- Галиуллин Радик Завитович — с мая 2013.

## Перечень основного оборудования
| Агрегат                                    | Тип                                  | Изготовитель                      | Количество | Ввод в эксплуатацию             | Основные характеристики | Основные характеристики | Источники   |
| Агрегат                                    | Тип                                  | Изготовитель                      | Количество | Ввод в эксплуатацию             | Параметр                | Значение                | Источники   |
| ------------------------------------------ | ------------------------------------ | --------------------------------- | ---------- | ------------------------------- | ----------------------- | ----------------------- | ----------- |
| Оборудование паротурбинных установок       |                                      |                                   |            |                                 |                         |                         |             |
| Паровой котёл                              | Е-320-13,8-560 ГКТ (БКЗ-320-140 ФЖШ) | Барнаульский котельный завод      | 1          | 2010 г.                         | Топливо                 | газ, уголь              | [ 4 ] [ 5 ] |
| Паровой котёл                              | Е-320-13,8-560 ГКТ (БКЗ-320-140 ФЖШ) | Барнаульский котельный завод      | 1          | 2010 г.                         | Производительность      | 320 т/ч                 | [ 4 ] [ 5 ] |
| Паровой котёл                              | Е-320-13,8-560 ГКТ (БКЗ-320-140 ФЖШ) | Барнаульский котельный завод      | 1          | 2010 г.                         | Параметры пара          | 140 кгс/см2, 560 °С     | [ 4 ] [ 5 ] |
| Паровой котёл                              | Е-210-13,8-560 КТ (БКЗ-210-140 ФЖШ)  | Барнаульский котельный завод      | 4          | 1962 г. 1963 г. 1964 г. 1965 г. | Топливо                 | газ, уголь              | [ 4 ] [ 5 ] |
| Паровой котёл                              | Е-210-13,8-560 КТ (БКЗ-210-140 ФЖШ)  | Барнаульский котельный завод      | 4          | 1962 г. 1963 г. 1964 г. 1965 г. | Производительность      | 210 т/ч                 | [ 4 ] [ 5 ] |
| Паровой котёл                              | Е-210-13,8-560 КТ (БКЗ-210-140 ФЖШ)  | Барнаульский котельный завод      | 4          | 1962 г. 1963 г. 1964 г. 1965 г. | Параметры пара          | 140 кгс/см2, 560 °С     | [ 4 ] [ 5 ] |
| Паровая турбина                            | ПТ-65-130/13                         | Ленинградский металлический завод | 1          | 1961 г.                         | Установленная мощность  | 65 МВт                  | [ 4 ] [ 5 ] |
| Паровая турбина                            | ПТ-65-130/13                         | Ленинградский металлический завод | 1          | 1961 г.                         | Тепловая нагрузка       | 147 Гкал/ч              | [ 4 ] [ 5 ] |
| Паровая турбина                            | Р-50-130/13                          | Ленинградский металлический завод | 1          | 1962 г.                         | Установленная мощность  | 50 МВт                  | [ 4 ] [ 5 ] |
| Паровая турбина                            | Р-50-130/13                          | Ленинградский металлический завод | 1          | 1962 г.                         | Тепловая нагрузка       | 188 Гкал/ч              | [ 4 ] [ 5 ] |
| Паровая турбина                            | Т-50-130                             | Уральский турбинный завод         | 1          | 1964 г.                         | Установленная мощность  | 50 МВт                  | [ 4 ] [ 5 ] |
| Паровая турбина                            | Т-50-130                             | Уральский турбинный завод         | 1          | 1964 г.                         | Тепловая нагрузка       | 92 Гкал/ч               | [ 4 ] [ 5 ] |
| Оборудование парогазовой установки ПГУ-220 |                                      |                                   |            |                                 |                         |                         |             |
| Газотурбинная установка                    | PG6111FA                             | General Electric                  | 2          | 2014 г.                         | Топливо                 | газ                     | [ 4 ] [ 5 ] |
| Газотурбинная установка                    | PG6111FA                             | General Electric                  | 2          | 2014 г.                         | Установленная мощность  | 78 МВт                  | [ 4 ] [ 5 ] |
| Газотурбинная установка                    | PG6111FA                             | General Electric                  | 2          | 2014 г.                         | tвыхлопа                | 559 °C                  | [ 4 ] [ 5 ] |
| Паровой котел                              | Е-114/16-8,1/0,7-535/218-3,8         | «ЭМАльянс»                        | 2          | 2014 г.                         | Топливо                 | выхлоп ГТД              | [ 4 ] [ 5 ] |
| Паровой котел                              | Е-114/16-8,1/0,7-535/218-3,8         | «ЭМАльянс»                        | 2          | 2014 г.                         | Производительность      | 114 т/ч                 | [ 4 ] [ 5 ] |
| Паровой котел                              | Е-114/16-8,1/0,7-535/218-3,8         | «ЭМАльянс»                        | 2          | 2014 г.                         | Параметры пара          | 160 кгс/см2, 535 °С     | [ 4 ] [ 5 ] |
| Паровая турбина                            | КТ-36/33-7,5/0,12                    | Калужский турбинный завод         | 2          | 2014 г.                         | Установленная мощность  | 32 МВт                  | [ 4 ] [ 5 ] |
| Паровая турбина                            | КТ-36/33-7,5/0,12                    | Калужский турбинный завод         | 2          | 2014 г.                         | Тепловая нагрузка       | 9,2 Гкал/ч              | [ 4 ] [ 5 ] |
| Водогрейное оборудование                   |                                      |                                   |            |                                 |                         |                         |             |
| Водогрейный котел                          | ПТВМ-180                             |                                   | 2          | 1980 г. 1981 г.                 | Топливо                 |                         | [ 4 ]       |
| Водогрейный котел                          | ПТВМ-180                             | Тепловая мощность                 | 2          | 1980 г. 1981 г.                 | 180 Гкал/ч              |                         | [ 4 ]       |